# گائو وست‌مارک
گائو وست‌مارک (به آلمانی: Gau Westmark) زیربخشی اداری مربوط به آلمان نازی بود که از ۱۹۳۳ تا ۱۹۴۵ برقرار بود.

## تاریخچه
سامانه اداری منطقه‌ای نازی‌ها موسوم به «گائو» برای بهبود مدیریت ساختار حزب در ۲۲ اردیبهشت ۱۹۲۶ در جریان یک گردهمایی حزبی تأسیس شد. از سال ۱۹۳۳ به بعد، پس از تصرف قدرت توسط نازی‌ها، گائو به‌طور فزاینده‌ای جایگزین ایالات به عنوان زیرمجموعه‌های اداری در آلمان شد.
منشأ این گائو به سال ۱۹۲۵ در Gau Rheinpfalz (به پارسی: پالاتن راینی) بر می‌گردد که متشکل از منطقه‌های بایرن سمت چپ رودخانه راین و پالاتن (به آلمانی: Pfalz) بود. قلمروهای اولدنبورگ و بیرکنفلد نیز در سال ۱۹۳۴ به گائو ضمیمه شدند. با بازگشت قلمرو حوضه زار به خاک آلمان در ۱ مارس ۱۹۳۵، دو منطقه ادغام شدند و گائو Pfalz-Saar جدید را تشکیل دادند. این گائو در ۱۳ ژانویه ۱۹۳۶ به نام Gau Saarpfalz (زار-پالاتن) تغییر نام داد.
پس از آغاز جنگ جهانی دوم و شکست فرانسه در سال ۱۹۴۰، منطقه فرانسوی موزل در ۳۰ نوامبر ۱۹۴۰ به گائو افزوده شد. در ۷ دسامبر ۱۹۴۰، دوباره تغییر نام داد و نام گائو وست‌مارک را گرفت. گاولایتر بورکل امیدوار بود که وست‌مارک تا مرزهای غربی آینده آلمان گسترش یابد، به ویژه آنکه منطقه مرت-ا-موزل دارای معادن فراوان بود. بورکل همچنین ادعاهایی را در مورد بخش‌های آلزس و حتی بادن مطرح کرد. با این وجود گائو تا زمان شکست آلمان در سال ۱۹۴۵ به همان شکل تعریف‌شده باقی ماند.
در راس هر گائو یک گائولایتر قرار داشت؛ جایگاهی که به ویژه پس از شروع جنگ جهانی دوم به‌طور فزاینده‌ای قدرتمندتر شد. گائولایترهای محلی مسئولیت تبلیغ و نظارت و از سپتامبر ۱۹۴۴ به بعد، هدایت فولکس‌اشتورم و دفاع از گائو را بر عهده داشتند.
جایگاه گائولایتر از فوریه ۱۹۲۵ تا ۱۳ مارس ۱۹۲۶ در دست فریتز وامبسگانتس، و از ۱۳ مارس ۱۹۲۶ تا زمان مرگ در ۲۸ سپتامبر ۱۹۴۴ در دست یوزف بورکل قرار داشت.